# Carl Banck
Carl Ludwig Albert Banck, född 27 maj 1809 i Magdeburg, död 28 december 1889 i Dresden, var en tysk kompositör och musikkritiker. 
Efter en Italiensk resa till utgav Banck Liederkreis aus Italien, som blev mycket berömd, levde sedan en tid i Leipzig såsom medarbetare i Robert Schumanns Neue Zeitschrift für Musik och bosatte sig 1840 i Dresden, där han vann stort anseende såsom sånglärare och musikkritiker.